# Восточная синхронная сеть

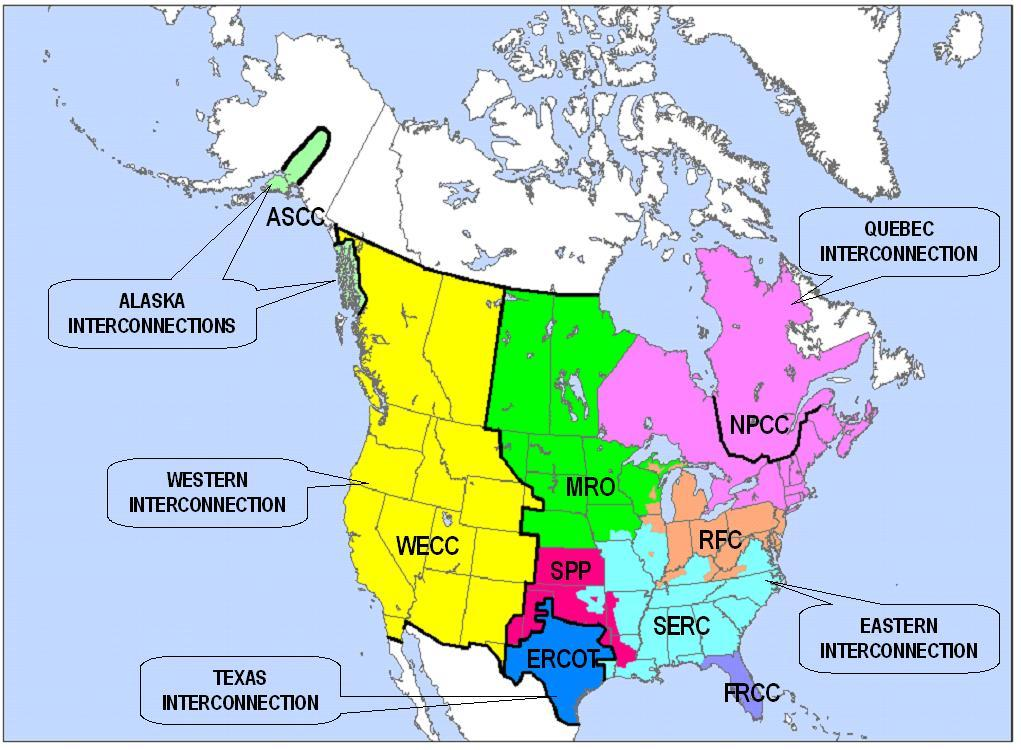
Две основных и три второстепенных синхронных сети Северной Америки

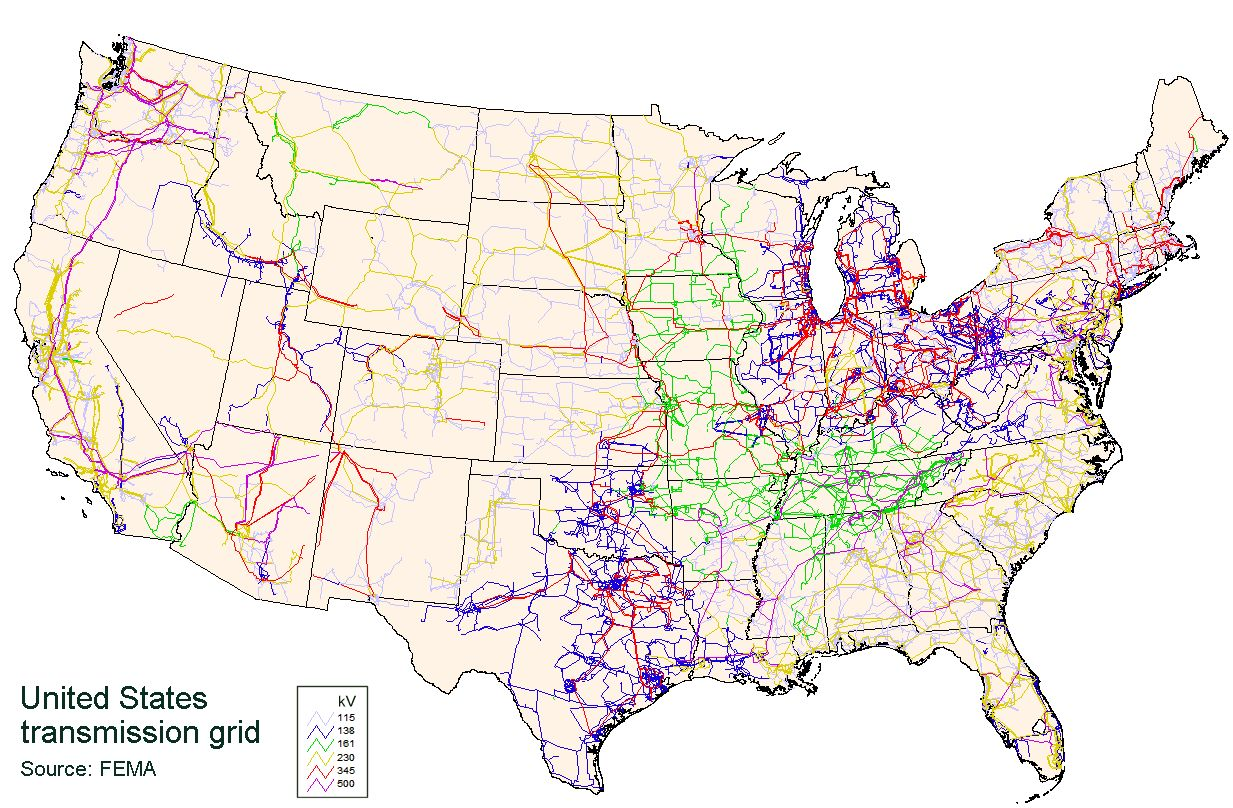
Сети передачи электроэнергии континентальных штатов состоит линий длиной 190 000 км, принадлежащих 500 компаниям

Восточная синхронная сеть является одной из двух основных синхронных сетей переменного тока в энергетической инфраструктуре Северной Америки. Другая важная компонента этой инфраструктуры — Западная синхронная сеть. Также есть три вспомогательных синхронных сети — это Квебек, Аляска и Техас .
Все электрические подсети Восточной синхронной сети в нормальных условиях электрически связаны друг с другом и работают на номинальной синхронной частоте 60 Гц. Восточное соединение простирается от Центральной Канады до побережья Атлантического океана (за исключением Квебека), на юг до Флориды и на запад до подножья Скалистых гор (за исключением большей части Техаса).
Синхронные сети могут быть связаны между собой через высоковольтные линии электропередачи постоянного тока или с помощью трансформаторов переменной частоты (ТПЧ), которые позволяют контролировать поток энергии, а также функционально изолировать независимые частоты переменного тока каждой стороны. Восточная синхронная сеть связана шестью вставками постоянного тока с Западной синхронной сетью и двумя вставками с постоянного тока с синхронной сетью Техаса, четырьмя вставками постоянного тока и трансформаторами переменной частоты с синхронной сетью Квебека.
В 2016 году Национальная лаборатория возобновляемых источников энергии смоделировала работу энергосистемы в течение года с 30 %возобновляемой энергии (энергия ветра и солнца) с 5-минутным временным шагом. Результаты показали стабильную работу сети с некоторыми изменениями в режиме работы.

## Спрос на электроэнергию
Североамериканская корпорация по надёжности электроснабжения (NERC) сообщила в 2008 году о следующем фактическом и прогнозируемом потреблении для регионов Восточной синхронной сети (все цифры в гигаваттах):
| в ГВт                    | Летом   | Летом   | Летом  | Зима    | Зима    | Зима   |
| Область, край            | 2007 г. | 2017 г. | Рост   | 2007 г. | 2017 г. | Рост   |
| ------------------------ | ------- | ------- | ------ | ------- | ------- | ------ |
| FRCC                     | 47      | 57      | 21,3 % | 42      | 60      | 42,9 % |
| ТОиР (США)               | 42      | 52      | 23,8 % | 35 год  | 42      | 20,0 % |
| NPCC (США)               | 61 год  | 69      | 13,1 % | 48      | 53      | 10,4 % |
| RFC                      | 180     | 209     | 16,1 % | 141     | 164     | 16,3 % |
| SERC                     | 209     | 243     | 16,3 % | 179     | 209     | 16,8 % |
| SPP                      | 43 год  | 51      | 18,6 % | 31 год  | 38      | 22,6 % |
| Соединение США и Востока | 582     | 681     | 17,0 % | 476     | 566     | 18,9 % |
| ТОиР (CAN)               | 6.2     | 6.9     | 11,3 % | 7.3     | 8,2     | 12,3 % |
| NPCC (CAN)               | 50,3    | 50,7    | 0,8 %  | 65,0    | 66,7    | 2,6 %  |
| CAN-Восточное соединение | 56,5    | 57,6    | 2,0 %  | 72,3    | 74,9    | 3,6 %  |
| Восточное соединение     | 638,5   | 738,6   | 15,7 % | 548,3   | 640,9   | 16,9 % |